# Igreja Paroquial de São Francisco Xavier (Raminho)

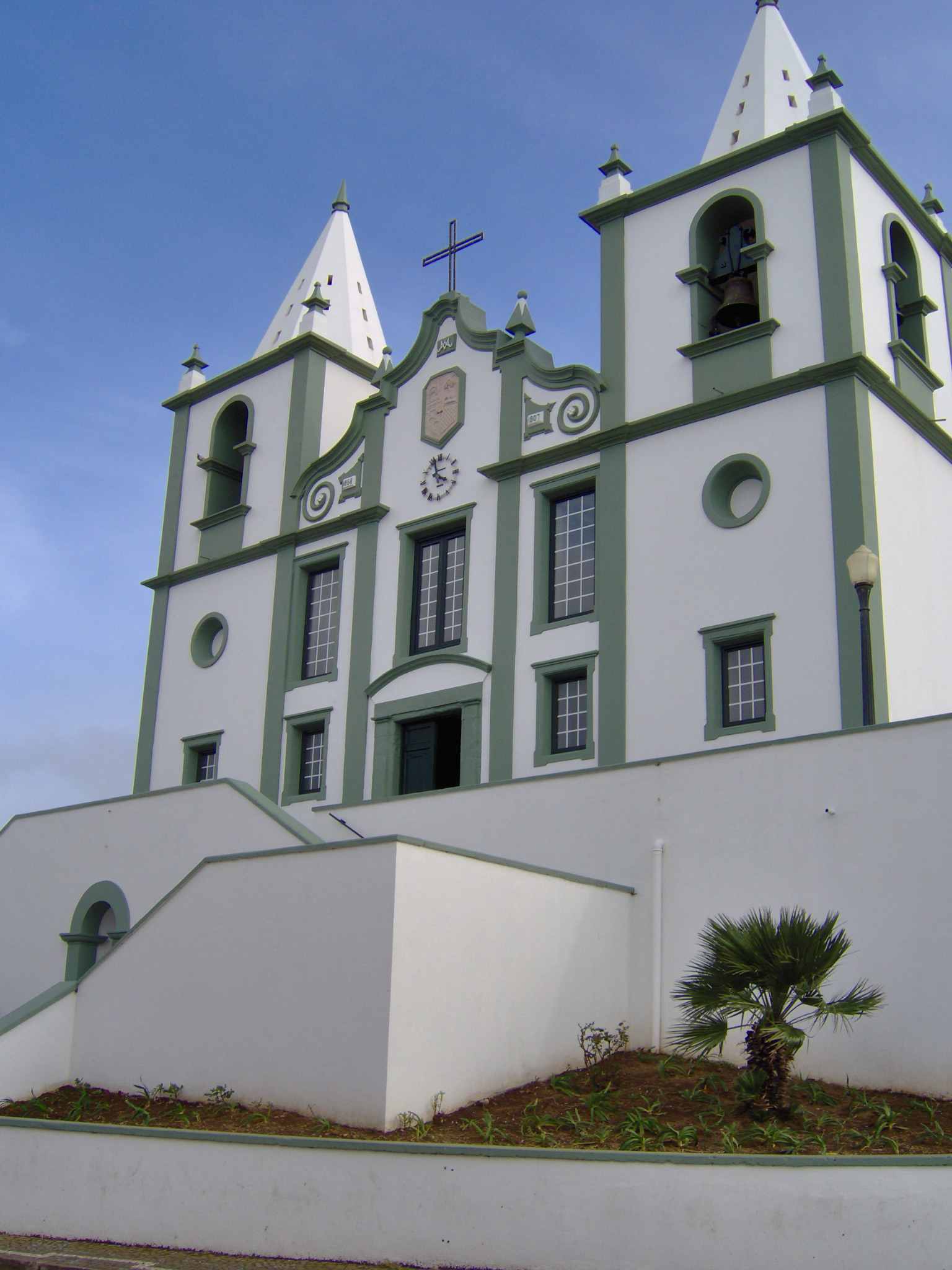
Igreja de São Francisco Xavier, Raminho.

A Igreja Paroquial de São Francisco Xavier é uma igreja paroquial da Igreja Católica Romana localizado na freguesia açoriana do Raminho.

## História e descrição
Este templo que foi edificado no centro do povoado, é composto por três naves. Apresenta um traçado em estilo neo-romântico, amplo e espaçoso, dotado de duas torres sineiras.
A construção desta igreja iniciou-se a 16 de Agosto de 1855, altura da colocação da primeira pedra, tendo durado 6 anos e ficado apenas com uma só nave. O primeiro culto religioso foi realizado no dia 26 de Outubro de 1861. Em 1890, e após obras de restauro, manutenção e ampliação, foram acrescentadas as duas naves laterais ao templo.
Um dos principais impulsionadores da construção deste templo foi o padre José Bernardo Corvelo, então cura do lugar.
Esta igreja foi consagrada à veneração de São Francisco Xavier, facto relacionado com a pessoa de Francisco Nunes da Rocha, à altura habitante da cidade de Angra, que ofereceu a imagem de São Francisco Xavier com a condição que este fosse escolhido para orago.
Aquando o sismo de 1 de Janeiro de 1980 este templo sofreu grandes danos, tendo as obras de restauro durando alguns anos.